# Raionul Aizkraukle
Aizkraukles este un raion în Letonia.